# Ekstraliga baseballowa (2016)
Ekstraliga baseballowa 2016 – 32. edycja ekstraligi baseballowej, organizowana przez Polski Związek Baseballu i Softballu. Triumfatorem rozgrywek zostały Centaury Warszawa.

## Runda zasadnicza
| Lp. | Drużyna             | Mecze | Mecze | Mecze | Punkty | Punkty | Punkty |
| Lp. | Drużyna             | M     | W     | P     | +      | –      | +/–    |
| --- | ------------------- | ----- | ----- | ----- | ------ | ------ | ------ |
| 1.  | Centaury Warszawa   | 20    | 16    | 4     | 131    | 60     | +71    |
| 2.  | Stal Kutno          | 20    | 15    | 5     | 215    | 58     | +157   |
| 3.  | Silesia Rybnik      | 20    | 14    | 6     | 117    | 69     | +48    |
| 4.  | Barons Wrocław      | 20    | 8     | 12    | 91     | 135    | -44    |
| 5.  | Dęby Osielsko       | 20    | 4     | 16    | 70     | 122    | -52    |
| 6.  | Piraci Władysławowo | 20    | 3     | 17    | 46     | 226    | -180   |

|  | Awans do rundy play-off |

### Wyniki
| Gospodarz/Gość      | WAR  | KUT  | RYB  | WRO  | OSI  | WŁA  |
| ------------------- | ---- | ---- | ---- | ---- | ---- | ---- |
| Centaury Warszawa   | —    | 10:2 | 3:2  | 2:3  | 0:8  | 14:8 |
| Centaury Warszawa   | —    | 1:0  | 12:1 | 4:3  | 6:9  | 7:0  |
| Stal Kutno          | 16:1 | —    | 3:0  | 15:0 | 3:2  | 10:0 |
| Stal Kutno          | 21:0 | —    | 1:3  | 6:1  | 1:4  | 6:2  |
| Silesia Rybnik      | 7:1  | 15:5 | —    | 4:8  | 1:0  | 4:2  |
| Silesia Rybnik      | 2:1  | 4:3  | —    | 7:8  | 7:0  | 3:0  |
| Barons Wrocław      | 3:2  | 6:32 | 14:2 | —    | 8:7  | 1:7  |
| Barons Wrocław      | 6:5  | 2:13 | 10:7 | —    | 0:2  | 2:13 |
| Dęby Osielsko       | 2:7  | 0:1  | 2:1  | 10:9 | —    | 5:7  |
| Dęby Osielsko       | 9:11 | 4:9  | 5:1  | 2:9  | —    | 13:1 |
| Piraci Władysławowo | 4:1  | 0:20 | 0:17 | 0:25 | 1:8  | —    |
| Piraci Władysławowo | 3:1  | 7:8  | 7:10 | 0:20 | 1:15 | —    |

Źródła: 

## Runda play-off
|  |           |                   |           |                   |   |       |                   |       |
|  | Półfinały | Półfinały         | Półfinały |                   |   | Finał | Finał             | Finał |
|  | Półfinały | Półfinały         | Półfinały |                   |   | Finał | Finał             | Finał |
|  |           |                   |           |                   |   |       |                   |       |
|  |           |                   |           |                   |   |       |                   |       |
|  | 1         | Centaury Warszawa | 3         |                   |   |       |                   |       |
|  | 1         | Centaury Warszawa | 3         |                   |   |       |                   |       |
|  | 4         | Barons Wrocław    | 1         |                   |   |       |                   |       |
|  | 4         | Barons Wrocław    | 1         |                   |   | 1     | Centaury Warszawa | 3     |
|  |           |                   |           |                   |   | 1     | Centaury Warszawa | 3     |
|  |           |                   | 2         | Stal Kutno        | 1 |       |                   |       |
|  | 2         | Stal Kutno        | 2         | Stal Kutno        | 1 | 3     |                   |       |
|  | 2         | Stal Kutno        |           |                   |   |       |                   |       |
|  | 3         | Silesia Rybnik    | 0         |                   |   |       |                   |       |
|  | 3         | Silesia Rybnik    | 0         | Mecz o 3. miejsce |   |       |                   |       |
|  |           |                   |           |                   |   |       |                   |       |
|  |           |                   |           |                   |   |       |                   |       |
|  |           |                   |           |                   |   |       |                   |       |
|  | 3         | Silesia Rybnik    | 3         |                   |   |       |                   |       |
|  | 3         | Silesia Rybnik    | 3         |                   |   |       |                   |       |
|  | 4         | Barons Wrocław    | 1         |                   |   |       |                   |       |
|  | 4         | Barons Wrocław    | 1         |                   |   |       |                   |       |

### Półfinały
Centaury Warszawa vs Barons Wrocław
| Data       | Gospodarz         | Wynik | Gość              | Przypisy |
| ---------- | ----------------- | ----- | ----------------- | -------- |
| 03.09.2016 | Centaury Warszawa | 2:0   | Barons Wrocław    | [ 12 ]   |
| 04.09.2016 | Centaury Warszawa | 2:4   | Barons Wrocław    | [ 12 ]   |
| 10.09.2016 | Barons Wrocław    | 1:4   | Centaury Warszawa | [ 13 ]   |
| 25.09.2016 | Centaury Warszawa | 1:0   | Barons Wrocław    | [ 14 ]   |

Stal Kutno vs Silesia Rybnik
| Data       | Gospodarz      | Wynik | Gość           | Przypisy |
| ---------- | -------------- | ----- | -------------- | -------- |
| 03.09.2016 | Stal Kutno     | 9:2   | Silesia Rybnik | [ 12 ]   |
| 04.09.2016 | Stal Kutno     | 6:3   | Silesia Rybnik | [ 12 ]   |
| 10.09.2016 | Silesia Rybnik | 2:3   | Stal Kutno     | [ 13 ]   |

### Mecz o 3. miejsce
| Data       | Gospodarz      | Wynik | Gość           | Przypis |
| ---------- | -------------- | ----- | -------------- | ------- |
| 01.10.2016 | Silesia Rybnik | 7:6   | Barons Wrocław | [ 15 ]  |
| 02.10.2016 | Silesia Rybnik | 3:7   | Barons Wrocław | [ 15 ]  |
| 08.10.2016 | Barons Wrocław | 4:7   | Silesia Rybnik | [ 16 ]  |
| 09.10.2016 | Barons Wrocław | 3:8   | Silesia Rybnik | [ 16 ]  |

### Finał
| Data       | Gospodarz         | Wynik | Gość              | Przypis |
| ---------- | ----------------- | ----- | ----------------- | ------- |
| 01.10.2016 | Centaury Warszawa | 3:1   | Stal Kutno        | [ 15 ]  |
| 02.10.2016 | Centaury Warszawa | 2:1   | Stal Kutno        | [ 15 ]  |
| 08.10.2016 | Stal Kutno        | 7:3   | Centaury Warszawa | [ 16 ]  |
| 09.10.2016 | Stal Kutno        | 0:1   | Centaury Warszawa | [ 16 ]  |

| Mistrz Polski 2016 Zwycięzcy |
| ---------------------------- |
| Centaury Warszawa 2. Tytuł   |